# 武覚超
武 覚超（たけ かくちょう、1948年1月6日 - ）は、天台宗の僧侶、仏教学者、叡山学院名誉教授。
滋賀県大津市出身。1970年大正大学文学部仏教学科卒、1975年大谷大学大学院佛教学博士課程満期退学。叡山学院助教授、教授、比叡山幼稚園園長、2008年天台宗総本山延暦寺執行。2007年『比叡山諸堂史の研究』で大正大学博士（仏教学）。延暦寺一山求法寺住職。日本会議代表委員。日中韓国際仏教交流協議会理事長。2016年～龍谷山水間寺貫主。2023年～叡山学院名誉教授。

## 著書
- 『中国天台史』叡山学院 1987
- 『天台教学の研究―大乗起信論との交渉―』法蔵館 1988
- 『比叡山三塔諸堂沿革史』叡山学院 1993
- 『比叡山諸堂史の研究』法藏館 2008
- 『比叡山仏教の研究』法藏館 2008

校訂
- 小寺文頴『天台円戒概説』坂本廣博共校訂 叡山学院 1987

## 論文
- <武覚超